# لين ورلي
لين ورلي (بالإنجليزية: Len Worley)‏ هو لاعب كرة قدم بريطاني، ولد في 26 يونيو 1937 في تشلفنت ست بتر في المملكة المتحدة. لعب مع تشارلتون أثلتيك وتوتنهام هوتسبير ونادي هايز وويكمب وندررز ونادي ويلدستون لكرة القدم.